# Parthenicus weemsi
Parthenicus weemsi är en insektsart som beskrevs av Henry 1982. Parthenicus weemsi ingår i släktet Parthenicus och familjen ängsskinnbaggar. Inga underarter finns listade i Catalogue of Life.